# Autrans
Autrans ist eine Ortschaft und eine Commune déléguée in der französischen Gemeinde Autrans Méaudre-en-Vercors mit 1.527 Einwohnern (Stand: 1. Januar 2022) im Département Isère in der Region Auvergne-Rhône-Alpes. Autrans liegt rund 15 Kilometer westlich von Grenoble (Luftlinie) im Vercors-Gebirge.
Die Gemeinde Autrans wurde am 1. Januar 2016 mit Méaudre zur Commune nouvelle Autrans-Méaudre en Vercors zusammengeschlossen.
Autrans ist ein bekannter Wintersportort und gilt als eines der bedeutendsten Zentren des nordischen Skisports in Frankreich. Es werden Langlauf-Loipen mit einer Gesamtlänge von 160 Kilometern gespurt, sowohl für den klassischen als auch für den freien Stil. Während der Olympischen Winterspiele 1968 wurden hier die Biathlon-, Skilanglauf- und Skisprung-Wettbewerbe ausgetragen. Die Skisprungschanze Le Claret ist weiterhin in Betrieb. Darüber hinaus gibt es zwei kleinere Skigebiete für den alpinen Skisport. Im Sommer stehen 550 km Wanderwege und 150 km Mountainbike-Pfade zur Verfügung. Das Gemeindegebiet liegt im Regionalen Naturpark Vercors.

## Veranstaltungen
Bedeutende Ereignisse sind das Langlaufrennen La Foulée Blanche (seit 1979), die Rencontres d’Autrans (Kongress zur Informationstechnologie, seit 1997) und das Festival international de film de montagne (Internationales Bergfilmfestival, seit 1984).

## Partnerschaften
Partnergemeinden sind Lillehammer in Norwegen und Puilboreau im Département Charente-Maritime.